# Districte administratiu del Jura bernès
El Districte administratiu del Jura bernès és un dels 10 Districtes administratius del Cantó de Berna a Suïssa. És la principal àrea de parla francesa del cantó de Berna. Fins a l'any 1979, l'actual cantó del Jura també formava part del cantó de Berna.
Es tracta d'un districte francòfon i com la resta fou creat el dia 1 de gener de 2010 a partir de tres antics districtes, concretament el de Courtelary, de La Neuveville i de Moutier.
El municipi de Courtelary és el cap del nou districte, que compta amb un total de 49 municipis i una població de 51548 habitants (a 31 de desembre de 2008), per a una superfície de 540,95 km².

## Llista de municipis
| Escut             | Municipi          | Habitants (31 de desembre de 2008) | Superfície en km² |
| ----------------- | ----------------- | ---------------------------------- | ----------------- |
| Belprahon         | Belprahon         | 301                                | 3.79              |
| Bévilard          | Bévilard          | 1709                               | 5.63              |
| Champoz           | Champoz           | 161                                | 7.11              |
| Châtelat          | Châtelat          | 120                                | 4.09              |
| Corcelles         | Corcelles         | 230                                | 6.78              |
| Corgémont         | Corgémont         | 1530                               | 17.60             |
| Cormoret          | Cormoret          | 515                                | 13.43             |
| Cortébert         | Cortébert         | 710                                | 14.75             |
| Court             | Court             | 1361                               | 24.60             |
| Courtelary        | Courtelary        | 1204                               | 22.24             |
| Crémines          | Crémines          | 546                                | 9.35              |
| Diesse            | Diesse            | 415                                | 9.44              |
| Eschert           | Eschert           | 383                                | 6.56              |
| Grandval          | Grandval          | 333                                | 8.21              |
| La Ferrière       | La Ferrière       | 538                                | 14.23             |
| La Heutte         | La Heutte         | 499                                | 8.00              |
| Lamboing          | Lamboing          | 685                                | 9.10              |
| La Neuveville     | La Neuveville     | 3478                               | 6.80              |
| Schelten          | La Scheulte       | 44                                 | 5.61              |
| Loveresse         | Loveresse         | 310                                | 4.64              |
| Malleray          | Malleray          | 1985                               | 10.35             |
| Monible           | Monible           | 38                                 | 3.39              |
| Mont-Tramelan     | Mont-Tramelan     | 126                                | 4.64              |
| Moutier           | Moutier           | 7486                               | 19.53             |
| Nods              | Nods              | 731                                | 26.70             |
| Orvin             | Orvin             | 1202                               | 21.43             |
| Perrefitte        | Perrefitte        | 485                                | 8.67              |
| Péry              | Péry              | 1355                               | 15.57             |
| Plagne            | Plagne            | 366                                | 7.55              |
| Pontenet          | Pontenet          | 207                                | 2.74              |
| Prêles            | Prêles            | 874                                | 6.98              |
| Rebévelier        | Rebévelier        | 51                                 | 3.52              |
| Reconvilier       | Reconvilier       | 2253                               | 8.23              |
| Renan             | Renan             | 826                                | {12.62            |
| Roches            | Roches            | 221                                | 8.97              |
| Romont            | Romont            | 198                                | 7.07              |
| Saicourt          | Saicourt          | 572                                | 13.75             |
| Saint-Imier       | Saint-Imier       | 4788                               | 20.86             |
| Saules            | Saules            | 156                                | 4.25              |
| Seehof            | Seehof            | 74                                 | 8.42              |
| Sonceboz-Sombeval | Sonceboz-Sombeval | 1756                               | 15.03             |
| Sonvilier         | Sonvilier         | 1149                               | 23.78             |
| Sornetan          | Sornetan          | 121                                | 5.62              |
| Sorvilier         | Sorvilier         | 268                                | 7.02              |
| Souboz            | Souboz            | 131                                | 10.63             |
| Tavannes          | Tavannes          | 3480                               | 14.65             |
| Tramelan          | Tramelan          | 4248                               | 24.88             |
| Vauffelin         | Vauffelin         | 415                                | 5.92              |
| Villeret          | Villeret          | 914                                | 16.22             |
|                   | Total: 49         | 51.548                             | 540,95            |